# Giselher von Slatheim
Giselher von Slatheim (* vor 1300; † nach 1337) war ein deutscher Mystiker und Lesemeister. Er stammt aus dem Umkreis Meister Eckharts und wird bei diesem auch erwähnt. Der Dominikaner war Lektor der Konvente von Erfurt Konvent und Köln. Ihm wird ein aus eigenen und fremden Predigten zusammengestelltes Werk nach 1323 zugeschrieben. Mit ausgewählten Predigten ist Slatheim unter anderem in Phillipp Strauchs Paradisus anime intelligentis (1919) vertreten.

## Einzelbeleg
1. ↑  Erik A. Panzig: Gelâzenheit und abegescheidenheit - Eine Einführung in das theologische Denken des Meister Eckhart, März 2005